# Vanilla Sky (banda)
Vanilla Sky é uma banda de pop punk da Itália formada em 2002 e que até ao presente lançou três álbuns. A banda toca regularmente em turnês na Europa continental. Em 2007 conquistou um estouro na mídia com sua versão da canção "Umbrella", de Rihanna, que foi lançada junto a um vídeo musical satírico. A banda canta em dois idiomas, inglês e em italiano. Seu último álbum, Fragile, foi lançado em julho de 2010. 

## História

### Início
Vanilla sky foi formada em fevereiro de 2002 quando o vocalista/guitarrista Brian, produtor da banda Lesa Maestà, e Luca, baterista do 9mm, se reuniram em Roma, na Itália, com a intenção de começar um novo projeto que mesclasse experiências anteriores com um novo estilo punk americano. Em março, tornou-se baixista Cisco, o guitarrista da Party Line, introduzindo sons mais longos, estilo Yellowcard, onde se sente influências emo. Vinx é o próximo a ser acrescentado ao grupo, o cantor guitarrista da Crossystem. 
De acordo com a banda, o nome não tem nada a ver com o filme, mas é escolhido pela ideia do céu ao pôr do sol, quando as cores tendem para o amarelo. O primeiro show da banda já usando o nome de Vanilla Sky foi em 20 de abril, em Santa Lucia di Fonte Nuova em Roma.
Eles gravaram um EP de cinco músicas, intitulada "Play It If You Can't Say It" finalizado em setembro e lançado em 6 de novembro de 2002, e começaram a fazer shows ao vivo. O EP esgotou nos primeiros dois meses, chamando a atenção da cena punk rock italiana e da emergente gravadora Wynona Records. Em 2003, assinou o seu primeiro contrato com Wynona Records. O split CD, intitulado "Too Loud For You", foi lançado pouco depois juntamente com Forty Winks (Itália), Halfwayhome (E.U.A.) e Andthewinneris (Alemanha). O mesmo split CD foi divulgado no Japão intitulado "The Rest is History" contendo mais uma música da banda e mais uma banda participando. Este EP foi lançado pela gravadora Wynona Records.

### Turnês
No verão de 2003, a banda teve uma pausa nas gravações, a fim de tocar ao vivo. Depois de voltar para casa, eles re-entraram no estúdio para gravar seu primeiro álbum, "Waiting for Something" lançado em 27 de fevereiro de 2004. Após o lançamento de "Waiting for Something", a banda começou uma turnê de seis semanas em toda a Europa com Forty Winks e The Break. Em 2004, a banda começou a turnê pela Europa para uma segunda vez promover seu álbum, junto com Maxeen. A tour durou um mês e meio. Pouco depois, a banda foi convidada pelo The Ataris para abrir sua turnê italiana. Outro tour europeu se seguiu enquanto a banda celebrava o sucesso do primeiro álbum. De junho a setembro de 2004, a banda tocou em vários festivais ao ar livre na Europa como o Eastpak Rock Festival. Eles também dividiram o palco como co-protagonistas com Yellowcard e Flogging Molly no Independent Days festival em Bologna. Um mês depois, a banda percorreu a Itália por três meses. 
Em resposta à sua crescente popularidade, o EP "Play It If You Can't Say It" foi re-emitido pela Wynona Records em dezembro de 2004 com três faixas extras inéditas. Foi lançado na Europa e no Japão. Em janeiro de 2005, a banda excursionou pela Alemanha, incluindo uma apresentação ao vivo na televisão nacional. No final do mês uma turnê japonesa foi confirmada. A banda voltou para casa depois da turnê, mas logo deixou a Itália para comandar a "Punk is Dead"-Tour 2005 na Áustria. Imediatamente depois, de março a maio, outra turnê europeia começou passando por Espanha, Bélgica, Holanda e Alemanha, além de um tour de estreia na Grã-Bretanha. 

### Changes
Em 27 de maio de 2005, o primeiro álbum da banda foi finalmente lançado no E.U.A., distribuído pela Capitol Records. Durante o verão, a banda novamente realizou vários festivais por toda a Europa, que incluiu o “Rock in Idro”, com bandas como NOFX, Good Charlotte, The Offspring, The Hives e My Chemical Romance. Na sequência, a banda alcançou o papel de apoio na turnê alemã do The Offspring. Depois disso, Vanilla Sky entrou em estúdio para começou a pré-produção de um novo álbum. Enquanto isso, Mark Hoppus do Blink-182 e +44 notou a banda, graças a Atticus (a empresa patrocinadora dos membros do Blink-182). Gostou das novas demos da banda e entrevistou os membros da banda romana ao vivo em seu podcast pessoal (episódio # 12), tocando juntamente a demo, "Nightmare". 
Após quase um ano gasto em pré-produção escrita, arranjando e constantemente mudando as músicas, o quarteto começou no início de 2006 a gravar a versão final do álbum. Infelizmente, todos os dados gravados foram acidentalmente perdidos forçando a banda a regravar o álbum inteiro. Mais tarde, a banda voltou a tocar na Punk Is Dead Tour, versão 2006, e então ganharam a chance de apoiar +44 em seu show italiano. Entre as 15 faixas do álbum Changes três canções são em italiano, rompendo com seu estilo de cantar normalmente em Inglês. O álbum é uma mistura de power pop e punk rock. A faixa de abertura e single é "Break It Out" empurrando a banda para o mainstream com revistas e canais de TV do mercado continental tendo interesse (ou seja: Rock Cover Sound, MTV TRL Itália chart, etc.) Isso permitiu a banda a promover o disco através de uma gravação de vídeo em Las Vegas, E.U.A, dirigido por Gaetano Morbioli. 
Pela primeira vez na Itália, a banda lançou um podcast de vídeo, com episódios enviado duas vezes por mês, sobre a vida da banda, sessões de gravação e conteúdo privado. É conhecido como Vanilla Sky Television. Em 09 e 10 de Junho eles abriram os shows do Good Charlotte e em 18 de Junho abriram o show da Avril Lavigne na Itália. Eles receberam várias ofertas de maiores empresas no ramo da música, finalmente assinando com a gravadora  Universal Records. O álbum de estreia foi lançado em 22 de junho de 2007. 
Depois de apenas um mês do lançamento, o grupo juntou-se a um dos maiores festivais de rock na Europa: A Frequency Festival de Salzburgo, na Áustria. O evento foi concluído com três dias de música ao vivo e duas fases, um evento lotado com 40.000 pessoas. O quarteto romano performou para 12.000 pessoas e dividiu o palco com bandas como Beatsteaks, The Ark, Tool, Jimmy Eat World e Fall Out Boy. Changes vendeu mais de 25.000 exemplares.

### "Umbrella"
No fim do verão, Vanilla Sky fez mais gravações e em sua sala de treinos eles gravaram uma cover de Rihanna, "Umbrella", com um estilo punk rock. A banda também gravou um vídeo de baixo orçamento para a canção. A canção recebeu destaque nas rádios numerosas na Itália e na Europa, além disso, a revista de rock, Kerrang dedicou um ringtone para o cover. No YouTube, o vídeo ficou em 1 º lugar como o mais assistido no Brasil e 64º em todo o mundo. A MTV Pulse pediu e conseguiu um exclusivo de uma semana do vídeo, com a canção apresentada em acústico no TRL uma semana depois. Depois disso, a banda começou a excursionar novamente, promovendo o álbum internacional, incluindo um tour na Áustria. Além disso, o popular baterista do YouTube, Cobus Potgieter, fez um cover de bateria desta música como parte de seu uma das suas séries de covers. O Vanilla Sky já havia feito uma cover antes, A Thousand Miles de Vanessa Carlton, conhecida por ser da trilha sonora do filme As Branquelas (White Chicks).

### “Os Romanos Fazem Isso Melhor”
O Vanilla Sky é uma das bandas mais importantes do Romans Do It Better Project (também conhecido como Rome from Home Project), um projeto que tem como objetivo a união dos membros das principais bandas da cena alternativa de Roma em eventos de caridade e outros projetos. O guitarrista/vocalista Brian foi um dos fundadores do projeto juntamente com Daniele Cardinale. Além do Vanilla Sky participaram bandas como New Hope, Electric Diorama, Hopes Die Last e Broken Heart College. Em dezembro de 2008 eles lançaram um cover de John Lennon, Happy Xmas (War is Over). O projeto chegou a elaborar shows para a arrecadação de dinheiro para a reconstrução de casas que foram destruídas pelo terremoto que houve na Itália.

### A saída de Luca e Cisco
Em Abril de 2009, pelo site oficial, pelo myspace e por um episódio do Vanilla Sky TV, Vinx e Brian anunciaram que a formação da banda teve mudanças bruscas e que o baixista Cisco e o baterista Luca haviam saído da banda. As razões da saída de ambos seriam profissionais, sem nenhum ressentimento da parte dos guitarristas por este ato. 
Um tempo depois, os cargos foram preenchidos por Jacopo Volpe na bateria, que já havia tocado com Vinx em seu outro projeto chamado Rome is for lovers, e Antonio Filippelli da banda Litro. Em Outubro de 2009 eles começaram a Punk is Dead Tour 2009. Após a saída de Luca e Cisco, o Vanilla Sky TV acabou e uma nova fase de podcasts de vídeo começou, o Vanilla Sky Clips: A Window Into The Sky, que possuía os mesmos fins do Vanilla Sky TV.

### Fragile
Já de nova formação, o Vanilla Sky começou a gravar um novo álbum em 11 de Setembro de 2009. O processo de gravação foi registrado pelos membros e publicado no twitter da banda e no Vanilla Sky Clips. O nome Fragile foi  divulgado em fevereiro de 2010 e foi escolhido por representar o período difícil pelo qual a banda passou em 2009 e também por ser uma palavra que pode ser lida tanto em italiano quanto em inglês sem nenhuma mudança de gramática ou semântica do termo. O álbum foi produzido por Jamie Woolford da banda Let Go. O CD foi lançado no Japão em 3 de Maio pela Bullion Records e na Itália em 4 de Julho pela Universal Music. A versão japonesa não possui músicas em italiano, somente em inglês.
Já com músicas prontas, o Vanilla Sky começou a Fragile Tour.
O Fragile possui 13 faixas. No Japão, duas faixas a mais foram adicionadas, entre elas, Just Dance (cover de Lady GaGa) e a bônus Too Late.
A música "Just Dance" foi escolhida para ser o primeiro single do Fragile e foi lançado em 28 de Maio. O videoclipe foi filmado com a banda tocando em estúdio e em Nova York onde um engraçado dançarino (Spraynard Krüger da banda The Shrine) percorre as ruas com seus fones de ouvido ouvindo a single. Just Dance concorreu e ganhou na MTV como o Melhor Vídeo Indie de 2010. Em 31 de Julho foi lançado o clipe de um novo single, “On Fire” (Vivere Diversi na versão italiana). Assim como em Se Vuoi Andare Vai e Goodbye, todos os singles a partir deste ganharam um vídeo para cada versão da música. Não há um enredo muito sólido neste clipe, os integrantes percorrem as ruas de Roma até se encontrarem. O próximo single da banda foi “Frames” (Attimi, na versão italiana). O vídeo foi lançado em 17 de Janeiro, traz cenas da banda tocando e como enredo o cotidiano fácil de algumas pessoas comparado ao do personagem principal do clipe. Em 10 de Junho veio o 4º single da banda: First Last Kiss (L'Ultimo Primo Bacio, na versão italiana) que mostra a banda interpretando as canções em uma praia e aborda o polêmico assunto da homossexualidade. Em 19 de Dezembro a banda pediu a ajuda dos fãs para que pudesse ser feito o vídeo do próximo single, que seria a música 1981. Eles fariam uma compilação de vídeos dos fãs no clipe, porém decidiram fazer uma série de vídeos virais para o single. Em 29 de Dezembro foi divulgado o primeiro dos quatro vídeos prometidos. O segundo veio em 19 de Janeiro de 2012. Em ambos a participação dos fãs não esteve presente. Finalmente, em 02 de Maio, veio o terceiro viral já com a compilação de vídeos e traz algumas mensagens em forma de estatísticas. O quarto vídeo ainda não foi lançado, mas tudo indica que será o mesmo porém em versão inglesa.

### World Tour
Em 5 de outubro de 2010, o Vanilla Sky anunciou sua primeira turnê mundial. Eles começaram a primeira parte da turnê aproximadamente em setembro e terminaram dias antes do natal. A segunda parte da turnê mundial se realizou em 2011.

### Punk Is Dead
Em Janeiro de 2011, o Vanilla Sky anunciou um novo EP contendo somente covers. O EP seria lançado antes do álbum Fragile porém foi adiado até então. A ideia por trás do EP é celebrar as influências e ídolos de infância dos membros. Todas as músicas do EP serão remixadas. Basket Case da banda Green Day e Nothing Else Matters da banda Metallica estão inclusas na tracklist do EP, que também possuirá as já conhecidas covers Just Dance, Umbrella e A Thousand Miles. O EP foi lançado somente no Japão.

### Tony deixa a banda
Após apenas 3 anos com o Vanilla Sky, já que preencheu a lacuna deixada pelo antigo baixista Francesco Sarsano, em 23 de Maio de 2012, Antonio Filippelli sai da banda. Na nota oficial lançada no site da banda, Vinx afirma que a saída de Tony foi por motivos pessoais e que a relação dele com os outros integrantes sempre foi ótima porém ele decidiu dedicar-se mais à sua família (Tony é casado e possui um filho pequeno) e continuar com os outros projetos que tem lançado ultimamente e que não se encaixam na programação de turnês do Vanilla Sky. Foi anunciado também que para preencher o lugar de Tony, Cisco estará de volta para tocar na nova turnê de verão que comemorará os 10 anos de banda mas, pelo que se sabe, é uma estadia temporária. Na mesma nota, Vinx afirmou que o novo álbum estará voltando às raízes por motivos de comemoração, trazendo o pop punk mais uma vez à tona, algo da qual eles tem experiência e sabem fazer bem.  

## Integrantes

### Formação atual
- Brian (Daniele Brian Autore) - vocal e guitarra (2002 - presente)
- Vinx (Vincenzo Mario Cristi) - vocal e guitarra (2002 - presente)
- Jacopo (Jacopo Volpe) - segunda voz e bateria (2009 - presente)

### Ex-integrantes
- Cisco (Francesco Sarsano) - segunda voz e baixo (2002 - 2009)
- Luketto (Luca Alessandrelli) - segunda voz e bateria (2002 - 2009)
- Tony (Antonio Filippelli) - segunda voz e baixo (2009 - 2012)

## Discografia

### Álbuns
- Waiting for Something (Wynona Records - 2004)
- Changes (Universal Music - 2007)
- Changes - Edição Especial (Universal Music - 2007)
- Fragile (Universal Music - 2010)
- Fragile - Edição Japonesa (Bullion Records - 2010)

### EP's
- Play It If You Can't Say It [EP] (2002)
- Too Loud For You [EP/Split CD] (2003)
- The Rest Is History [EP/Split CD] (Somente Japão) (2003)
- Tour Edition EP [EP] Edição Limitada (Somente 100 cópias emitidas) (2006)
- Punk Is Dead [EP] (Somente Japão) (2011)

### Singles
- Distance (2004)
- 6come6 / Break It out (2007)
- Umbrella (Rihanna cover) (2007)
- Se Vuoi Andare Vai / Good Bye (2007)
- Just Dance (Lady Gaga cover)" (2010)
- Vivere Diversi / On Fire (2010)
- Attimi / Frames (2011)
- L'ultimo Primo Bacio / First Last Kiss (2011)
- 1981 / Nineteen Eighty-one (2011)